# Nöttinger Heide
Die Nöttinger Heide, auch Nöttinger Viehweide und Badertaferl, ist ein Naturschutzgebiet im Bereich der oberbayerischen Stadt Geisenfeld.

## Geschichte
Die typische Heidelandschaft wurde bereits im Mittelalter durch intensive Beweidung geprägt. Bis zur Säkularisation 1803 befand sich das Gebiet im Besitz des Klosters Geisenfeld. Eine Rechtsverordnung wies die Nöttinger Heide 1943 zusammen mit dem Badertaferl als Naturschutzgebiet mit einer Fläche von rund 78 Hektar aus. 1986 wurde das Gebiet nach Westen um den Staatswald Schacherbruck erweitert und umfasst jetzt circa 150 Hektar.

## Beschreibung
Überwiegend findet sich in der Nöttinger Heide Trockenrasen mit dem typischen Besenheidekraut, mit Wacholderbüschen und markanten Einzelbäumen. Im Frühjahr sind viele Buschwindröschen und Frühlingsknotenblumen anzutreffen.
Besondere Standorte sind die bevorzugte Heimat der hier vorkommenden Fransen- und Wasserfledermäuse und seltenen Käfern, wie Widderbock, Pappelbock und großer Eichenbock.